# Afanasijs Kuzmins
Afanasijs Kuzmins (Dunaburgo, 22 de março de 1947) é um atirador olímpico letão, campeão olímpico.

## Carreira
Afanasijs Kuzmins representou a URSS, o CEI e a Letônia em nove Olimpíadas, em 1976, 1980, 1988, 1992, 1996, 2000, 2004, 2008 e 2012, conquistou a medalha de ouro em 1988, no Tiro rápido 25 m.

## Ver Também
- Lista de atletas com mais presenças nos Jogos Olímpicos